# Калоян (цар Болгарії)

Болгарія 1204 року

Калоян (Іоанніс, Іоанниця, ім'я перекладається з грецької як Добрий, Ласкавий Іоанн) — болгарський цар (1197–1207), молодший брат царів Івана Асена I й Петра IV. Один з найвідоміших правителів Другого болгарського царства.

## Війна з Візантією
Калоян відновив війну з Візантією 1199 року, скориставшись послабленням імператорської влади та численними заколотами. На боці болгар фактично вели війну кумани (половці), які вторгались далеко вглиб візантійських володінь. 1201 року Калоян узяв Констанцу, потім Варну (де полонені були закопані живцем). У Македонії підбурив заколот проти Візантії болгарський феодал Добромир Хріз у союзі з полководцем Мануїлом Каміцею. Їм обом Калоян надавав таємну підтримку. Добромир Хріз захопив міста Бітола й Прілеп, його загони потрапили до Фессалії та Пелопоннесу. Всі ці поразки змусили Візантію примиритись із відокремленням болгар. 1202 року імператор Олексій III визнав незалежність Болгарії. Після цього візантійська армія зуміла розбити заколотників, Камиця і Хріз підкорились, про їхню подальшу долю нічого не відомо.
У 1201–1202 роках Калоян вів одночасно війну з угорцями. Король Угорщини Імре 1201 року захопив Сербію та частину Болгарії, проте 1202 року його було взято в полон. У підсумку під владу болгар перейшли важливі дунайські міста Браничів і Белград. У короткий термін Болгарія перетворилась на найсильнішу державу Балканського півострова. У листопаді 1204 року папа Інокентій III визнав Калояна королем (царем), а болгарська патріархія стала незалежною від Константинополя.

## Війна з хрестоносцями
13 квітня 1204 року хрестоносці, які приплили до Константинополя на венеційських суднах, взяли та розграбували столицю Візантії та створили на її уламках Латинську імперію. Калоян відрядив до першого латинського імператора Балдуїна посольство із пропозицією дружби, проте отримав зверхню відмову. Латиняни вважали себе спадкоємцями Візантії та, відповідно, всіх території, які були їй підпорядковані. Вони навіть погрожували спустошити його країну та «повернути його в рабство, з якого він вийшов». Між тим Калоян приймав посольства від греків із Фракії, із Пелопоннесу та інших частин Візантійської імперії, що не бажали підкорятись католикам; він відправив греків до їхніх міст, наказавши готувати повстання на Пасху.
Калоян був єдиним болгарським монархом, котрий був коронований у Католицькій традиції в місті Тирново 8 листопада 1204 р. Він був коронований кардиналом Лео Бранкалеоні, який здійснив церемонію від імені Папи Римського Інокентія III. Калояну було надано титул короля болгар та волохів.
Навесні 1205 року повстання греків охопили всю Фракію. Хрестоносці, поспішаючи, залишили місто Адріанополь (Едірне); імператор Балдуїн з латинянами виступив проти греків, які були погано організовані та не могли протистояти закованій у залізо лицарській кінноті. Балдуїн швидко підійшов до Адріанополя, за стінами якого він побачив болгарський прапор. Калоян виступив назустріч лицарям з болгарами, влахами й половцями, останні застосували традиційну кочову тактику — кинулись тікати й заманили хрестоносців під удар головного війська (14 квітня 1205 року). Латиняни зазнали нищівної поразки, сам імператор потрапив у полон і був страчений Калояном. Жоффрей де Віллардуен писав, що у цій битві загинув цвіт лицарської потужності, армія Латинської імперії була знекровленою, багато хрестоносців у паніці втекли. Зібравши підкріплення, новий імператор Генріх, брат Балдуїна, зупинив наступ болгар під самим Константинополем. На короткий час у руках хрестоносців залишились у Фракії, окрім столиці, тільки Родосто і Силіврія.
Могутність Калояна була великою, папа Інокентій III надіслав йому майже підлабузницького листа, в якому фактично попереджав про новий наступ хрестоносців із Заходу й радив укласти мир (у той час, коли лицарі сподівались, що папа оголосить Калояна ворогом християнства та проголосить проти нього новий хрестовий похід).
Влітку 1205 року половці пішли за Дунай через спеку, а Калоян завоював Філіпополь, узяв Серри, не намагався поки штурмувати укріплені Фессалоніки (Солунь), але розграбовував країну. Латиняни перейшли у наступ, почали жорстоко придушувати грецьку Фракію, однак їхні успіхи були незначними. 1206 року почався новий наступ болгар, у січні їхні союзники половці розкинули табір під самим Константинополем. Весь 1206 рік Калоян спустошував Фракію. Він зруйнував безліч міст, виводив із них греків на Дунай, де розселив їх у знову заснованих містах із грецькими назвами. Лицарі були розбиті у всіх сутичках та відсиджувались за стінами міст, а Фракія була розграбована так, що і в XX столітті можна було знайти руїни міст, зруйнованих болгарами. Калоян називав себе Ромеєбійцею, казав, що мститься за криваві розправи над болгарами візантійського імператора Василія II Болгаробійці. Візантійські хроністи його доби називали Калояна «Скілоіоан» (у перекладі «собака Іоанн») за його жорстокість до візантійців. Однак наступ болгар об'єктивно врятував Нікейську імперію Феодора Ласкаріса від розгрому хрестоносцями, дозволив укріпити новий осередок грецької державності, а надалі — відвоювати Константинополь і відновити Візантійську імперію.
Латинянам довелось піти на значні поступки грецькому населенню, і восени 1206 року Генріх за підтримки греків узяв Стара-Загору, вщент розграбував Анхіал, Агафополь, Ферми. У травні — квітні 1207 року Калоян тримав в облозі Адріанополь, проте хвороби у війську і нестача провіанту змусили його відступити. 4 вересня 1207 року Боніфацій Монферратський, король Фессалоніцький, загинув у битві з болгарами поблизу Мосінополя, з його черепа Калоян зробив чашу. Після цього Калоян узяв в облогу Фессалоніки, проте у жовтні 1207 року був убитий змовниками, царем став його племінник Боріл. За іншими даними Калоян помер після нетривалої хвороби (імовірно, від пневмонії).

## Урочисте перепоховання19 квітня2007року

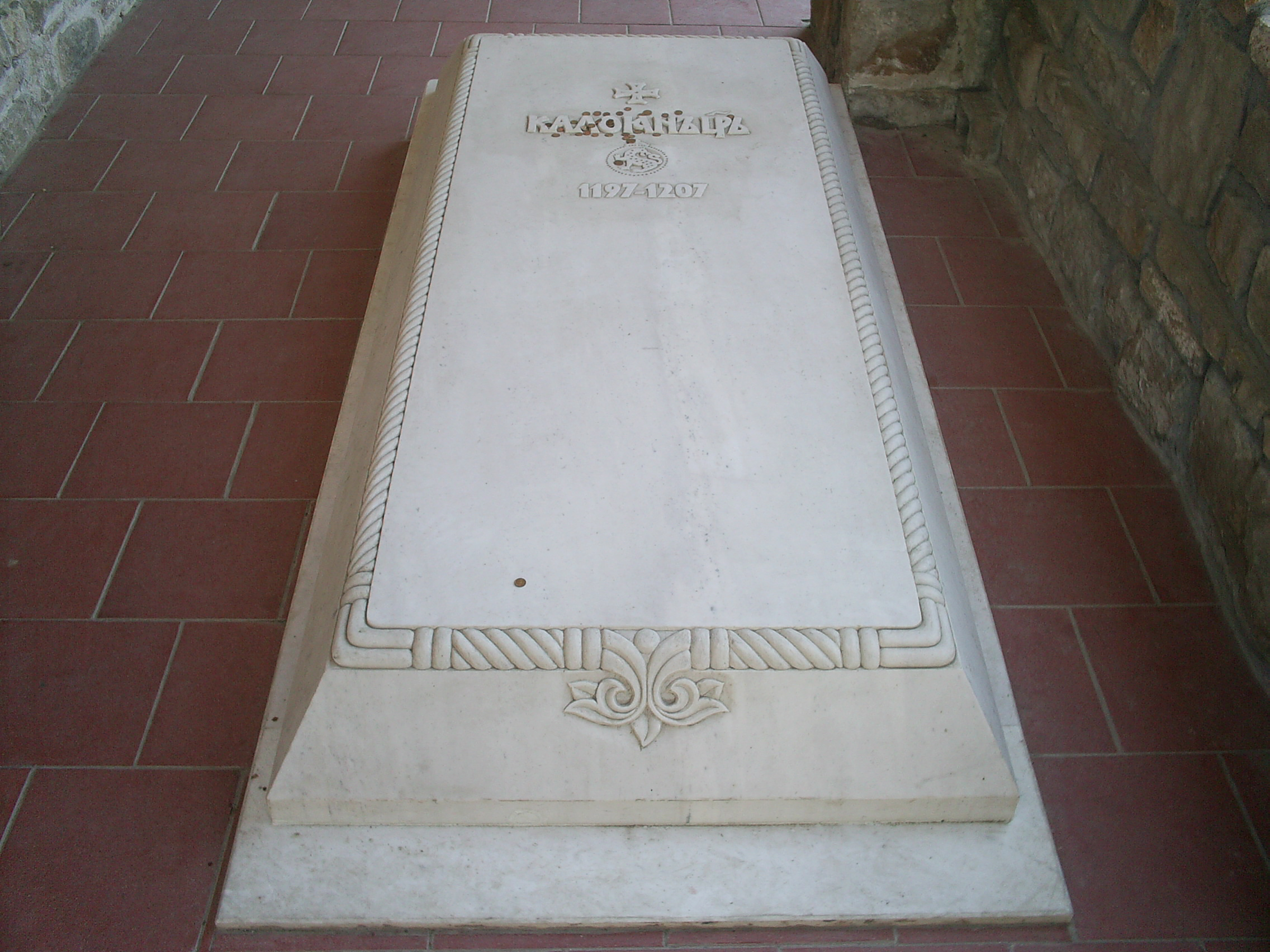
Саркофаг Царя Калояна у Велико-Тирново

Цар Калоян був урочисто перепохований 19 квітня 2007 року в присутності президента Болгарії Георгія Пирванова, вищих представників армії, церкви та вчених у Церкві Сорока Великомучеників у місті Велико-Тирново, яке було столицею за часів його правління. На саркофазі правителя інкрустований його особистий знак.
На його честь названо кілька сіл у Болгарії.